# Cryptosporiopsis tarraconensis
Cryptosporiopsis tarraconensis – rodzaj grzybów z rzędu tocznikowców. Pasożyt leszczyny.

## Budowa
W naturalnych warunkach plecha ma formę pojedynczych lub splątanych stożkowatych acerwulusów o średnicy 70–380 μm rosnących pod perydermą. Ma barwę ciemnobrązową. Tworzy jedną warstwę o grubości 10–40 μm. W czasie dojrzewania konidiów otwiera się szeroko i nieregularnie. Masa konidiów biaława. Komórki konidiotwórcze w formie niezrośniętych, szklistych (hialinowych), prostych, gładkich i cienkościennych fialid o wymiarach 7–20 × 2–3,5 μm. Konidia hialinowe, gładkie, cienkościenne, bezprzegrodowe o wymiarach 7,5–16 × 4–6 μm. W przybliżeniu eliptyczne o zmiennym kształcie, często lekko zakrzywione i ścięte u podstawy.
W hodowli przyjmuje nieco inne formy w zależności od pożywki. Na pożywce PDA (potato dextrose agar) w 25 °C kolonie osiągają średnicę ok. 3 cm po siedmiu dniach i ok. 6 cm po 14 dniach. Od góry są białe, blado brązowiejąc. Od spodu żółtozielone, ciemniejąc ku środkowi. W centralnej części z wiekiem rosną ku górze, a brzegi są nieregularne. Zielony pigment z wiekiem zanika. Strzępki hialinowe, podzielone, cienkościenne, o średnicy 1,5–6 μm. Po ok. 3 tygodniach wytwarzają acerwulusy podobne do występujących w naturze, ale bez warstwowej struktury. Konidia nieco mniejsze niż w naturze. W temperaturze 10 °C plecha rośnie słabiej i nie wytwarza acerwulusów. W temperaturze 37 °C nie zaobserwowano wzrostu. Na pożywce MEA 2% wzrost nieco słabszy, a zielony barwnik mniej intensywny. Na pożywce owsianej (oatmeal salts agar) wzrost jeszcze słabszy i brak barwnika.

## Chorobotwórczość
Jest grzybem pasożytującym na leszczynie pospolitej. Początkowo brano go za Cryptosporiopsis coryli, które jednak ma większe konidia.
Gatunek ten odkryto w uprawie leszczyny w Tarragonie, stąd epitet gatunkowy tarraconensis nawiązujący do łacińskiej nazwy tego regionu. Zaobserwowano go na 6-7-letnich okazach odmiany 'Negro'. Objawy to postępująca od grudnia do marca brązowa nekroza pąków skutkująca ich zasychaniem i opadaniem. W wilgotnych warunkach następuje uwalnianie białej masy konidiów widocznej jako małe plamki. Choroba powoduje też zasychanie liści. Objawy to chorobowe zmiany dwóch rodzajów: okrągłe brązowe plamy z czarną plamką pośrodku lub nieregularne wilgotne zmiany na brzegach liści. W chłodniejszym klimacie objawy obserwowane są jesienią.
Przez ok. 20 lat od odkrycia znano tylko jedno ognisko choroby w Hiszpanii. W drugiej i trzeciej dekadzie XXI odkryto nowe przypadki w uprawach leszczyny w Iranie, Turcji i Włoszech. W 2015 odkryto występowanie choroby, a następnie potwierdzono występowanie patogenu wśród leszczyn rosnących dziko w grądzie w Wigierskim Parku Narodowym. 